# فيليب فان ديك
فيليب فـان ديك (بالإنجليزية: Phillip Van Dyke)‏ هو ممثل أمريكي، ولد في 13 يونيو 1984 في سان فرانسيسكو في الولايات المتحدة.

## أعمال

### أفلام
- (1999) بارتوك العظيم

## وصلات خارجية
- فيليب فـان ديك على موقع IMDb (الإنجليزية)
- فيليب فـان ديك على موقع قاعدة بيانات الفيلم (الإنجليزية)